# Mysterious Cafe, or Mr. and Mrs. Spoopendyke Have Troubles with a Waiter
Mysterious Cafe, or Mr. and Mrs. Spoopendyke Have Troubles with a Waiter je americký němý film z roku 1901. Režiséry jsou James Stuart Blackton (1875–1941) a Albert E. Smith (1875–1958). Film trvá zhruba dvě minuty.

## Děj
Manželé vejdou do restaurace a objednají si jídlo. Hned jak číšník odejde, začne se jejich stůl a židle vytrácet nebo přemisťovat. Žena si myslí, že to má na svědomí její manžel, a tak ho několikrát uhodí svým deštníkem. Když se přijde číšník zeptat, jestli je všechno v pořádku, oba se rozčílí a zbijí ho.